# Soglasniška premena

## Uvod
Morfem je najmanjša pomenska jezikovna enota, ki je na izrazni ravni lahko spremenljiva. Različne podobe istega morfema so lahko posledica jezikovnega razvoja ali glasovnega okolja; poznamo jih v oblikoslovju in v besedotvorju, izražene pa so samo v govorjenem jeziku ali v pisnem in govorjenem jeziku. Govorne in pisne premene so tiste, ki niso omejene na govor, ampak zajemajo tudi zapis besed. Premene delimo na samoglasniške in soglasniške.

## Mehčanje (palatalizacija)
Soglasniške premene zajemajo glasove k, g, h in c, ki se pred priponskimi obrazili (večinoma se začenjajo z i ali z ničtim funkcijsko mehkim polglasnikom) premenjujejo v č, ž, š in č. Cvrk – cvrčati, sneg – snežen, potepuh – potepuštvo, babica – babičin. Takšne premene imenujemo mehčanje oz. palatalizacija. Mehčanje povzročajo samoglasniki i, e in polglasnik ə.  

## Jotacija
Soglasniške premene mehkonebnikov povzroča tudi nebni pripornik j. Rezultat jotacije pri k, g, h in c je enak kot pri palatalizaciji, saj se glasovi tudi tu premenjujejo v č, ž, š in č: t, d, s, z, c > č, j, š, ž, č (biti – bič, mladiti –  mlaj, visok – višava, jezditi – ježa, bradavica – bradavičar); n, r, l > nj, rj, lj (zvoniti – zvonjenje, govoriti – govorjenje, dovoliti – dovoljenje); p, b, v, m, f > plj, blj, vlj, mlj, flj (potopiti – potopljen, izgubiti – izgubljen, postaviti – postavljen, osamiti – osamljen, frfetati – frflja).

## Nalika (analogija)
Gre za spremembo jezikovne oblike po zgledu na drugo zaradi kake enake značilnosti, npr. premena t, z, j v primerniku: krajši po zgledu na pravilno slajši, zaradi stika v obliki kot kratka = sladka [-t]. Premene po naliki obsegajo spremembo glasu d z glasom j: grad – grajski, Bled – blejski, kratek – krajši. Tudi: Laze – laški, nebesa – nebeški.

## Premet jezičnikov (metateza)
Glasovni sklopi er, or oziroma el, ol se premenjujejo z re in ra oziroma le in la: perilo – prati, orjem – ralo, meljem – mleti, zakol – klati.

## Prilikovanje (asimilacija)
Prizadeti glas se spremeni tako, da postane bolj podoben nekemu glasu v glasovnem sosedstvu. Ločujemo premene po zvenečnosti, pri čemer zapisujemo premene pri tvorjenkah kot npr. stresti – zlesti, in premene po izgovornem mestu z zgledoma: shraniti – shramba in kos – košček. Sem sodijo tudi naslednji primeri: drevesce – drevešček, gost – goščava, voziti – vožnja, pomeniti – pomemben.  

## Disimilacija
Disimilacija je glasovna sprememba enega izmed dveh (bližnjih) enakih ali podobnih glasov s povečanjem izgovorne in/ali slušne razlike. Gostač – gostaški, otrok – otroški, deklica – deklištvo. Te primere lahko razumemo tudi tako, da imajo priponski obrazili -ski in -stvo, s pa se za šumevcem izgubi. 

## Krnitev
Pri krnitvi se v podstavi tvorjenke izgubi kakšen soglasnik prvotne podstave: gledališče – gledališki (namesto *gledališčski), bogat – bogastvo (namesto *bogatstvo), pritisk, pritiskati – pritisniti (namesto *pritiskniti). Krnitev je lahko včasih le pisna: alodij – alodialen.